# Llanllwchaiarn (Ceredigion)
Pour les articles homonymes, voir Llanllwchaiarn.
Llanllwchaiarn est un village et une communauté du Ceredigion, au pays de Galles.

## Géographie
Llanllwchaiarn est situé dans le sud-ouest du Ceredigion, à 3 kilomètres au sud du port de New Quay. La communauté, qui entoure complètement celle de New Quay, comprend également les hameaux de Cross Inn (cy), Maen-y-groes et Pentre'r Bryn.

## Démographie
Au recensement de 2011, la communauté de Llanllwchaiarn comptait 848 habitants.